# ネイビーミッション
『ネイビーミッション』は、D.IKUSHIMAによって制作されフリーウェアとして公開された3Dシューティングゲーム。ベクターにおいて2005年9月10日に公開されたWindows用のダウンロードゲームであり、同年10月25日にはふりーむ!においても公開されている。最新版はベクターにおいて2008年1月9日に公開されたver.1.34となっている。一隻の武装した船を操って敵艦や敵機と戦うサードパーソン・シューティングゲームであり、2008年3月には韓国語訳版も公開されている。

## ゲーム要素
大海原を舞台に一隻の戦艦を操り、襲ってくる敵を撃沈するゲーム。30を越えるミッションの中から1つを選び、襲来する敵の全滅を目指す。
船の耐久力がなくなる前に敵を全滅させればクリアとなり、耐久力がなくなり自艦が沈没すればゲームオーバーとなる。
敵の種類は、戦艦を始めとした各種軍艦は勿論、雷撃機を初めとした航空機や、機動力が非常に高いヘリコプターなど多種多様である。

## 自艦装備
右クリックで武器変更し、左クリックで発射する。武器は、全て自動で装填される。　
主砲
射程：最長、攻撃力：大
装弾3発、連射可能。撃ち切りリロード。
3種の装備の中で最も攻撃力が高く、敵艦艇に対しては主なダメージ源となる。
ただし、船首に設置されているため旋回角以上の後方に攻撃する事は出来ず、攻撃可能範囲は真正面を中心とした270度となり、後方の敵は攻撃できない。
射程は全武器中最大で、敵影が見えれば攻撃可能。ただし放物線を描いて飛ぶので、その軌道も考慮に入れなくてはならない。
慣れればこれでヘリや航空機を1撃で落とすことが出来、ファランクス以上の迎撃性能を持たせることも可能。
ファランクス(機関銃)
射程：中、攻撃力：最低(全弾撃ち切るとほぼ主砲と同程度)
装弾150発、高速自動連射。撃っている最中以外なら常時リロード。
自艦の両舷についており、それぞれ180度強の射角を持つためほぼ全方向に打てるが、自機の直前と直後には撃てない。
高速自動連射だが集弾率が悪く、中～遠距離の敵に対する命中率は低い。また攻撃力が低く、艦船などには更に攻撃力が落ちる。
よって、主に耐久力の低い航空機や魚雷などの至近～近距離迎撃に効果的である。また、爆撃機に対しても効果が高い。
ミサイル
ロックオン距離：やや短、攻撃力：中(ほぼ主砲の半分)
装弾4発、連射可能。打ち切りリロード。
使用するためには目標を枠内に収めてロックオンする必要があるが、自艦に対して鉛直に上昇してから追尾し、かなり追尾能力が高いので全方向をカバーできる。
攻撃力は主砲よりは低いものの、追尾性能の高さと高速から命中率がかなり高く、動きの早い航空機などには非常に有効だが、音速機は追尾しても追いつけずに振り切られてしまう。
その他、水面に接触する、曲がりの内側に入られてしまう等で外れることがある。
ほぼ全ての敵をロックオンできることも大きな特徴であるが、ロックオン可能となる距離はファランクスの有効射程より短い。
装填には比較的時間が掛かるため、無駄打ちはしないのが望ましい。
主砲と、ファランクスは敵艦の水中に沈んでいる部分に当たった場合も当たり判定があるため、ファランクスは水面すれすれに撃った方が効果的である。

## 敵艦
魚雷艦
自艦に向かって魚雷（追尾機能はあるが、旋回して回避することが可能。直進では振り切れない）を放つ。スピードはあるが耐久力は低い。
魚雷は主砲やファランクスで破壊可能。
耐久は主砲4撃分。
戦艦
自艦の主砲と同程度の性能を持つ砲弾を撃つが、連射する事はない。
また砲塔が90度までしか曲がらず、狙いが適当で命中率も低い。機動力には乏しいが耐久力は比較的高い。
敵砲弾は空中で迎撃破壊することも可能。
耐久は主砲8撃分。ミサイル16発分。
高速艇
かなりのスピードで自艦に近づきファランクスを撃ってくる。耐久力は非常に低く、敵戦闘機並み。
大抵のミッションの場合、敵艦の護衛艦のような形で、敵艦の後ろから出現する。
耐久は主砲1撃分。ミサイル2撃分。
ミサイルを1撃当てると瀕死となり、機動性が低下し、ファランクスの連射性能も低下するなど弱体化する。
空母
武装はしていないので攻撃を仕掛ける事はないが、航空機を次々と発進させてくる。
あまり動かず大きいので狙いはつけやすいが、耐久力が非常に高い。
耐久は主砲14撃分。
ミサイル艦
巨大な対艦ミサイルで攻撃する。速度があるうえに耐久力も高い。
ミサイルは自艦のもつ全ての武器（主砲、ファランクス、ミサイル）で迎撃破壊することも可能。
対艦ミサイルの射程を保つような厭らしい動きをする。
なお、この対艦ミサイルは自艦のミサイルと同様に水面に接触すると不発となる。
耐久は主砲7撃分（主砲6+ミサイル1）。
ステルス艦
武装は戦艦と同等だが、光学迷彩を施しているため船体が見えにくい。ミサイルのロックオンも不可能。
戦艦よりも耐久力は低いが、狙いが正確で命中率が高く、速力にも優れる。他の船舶や航空機に気を取られていると、光学迷彩ゆえに見落としがちになり接近を許してしまう場合もある（主砲の命中率も高いのでかなり危険な状態になる）。
耐久は主砲3撃分（主砲2+ファランクス1/4）。
突撃艇
爆薬を搭載した特攻兵器。武装は搭載しておらず、自艦へ向けて突進し自爆する。爆風のダメージは極めて大きく、3発程度で自艦が撃沈されてしまう。
耐久力は低いが、速力は自艦より高いため振り切ることは困難。出現数も多いため、包囲されると非常に厳しい戦いを強いられることになる。
突撃艇が自爆すると、周囲の突撃艇も起爆するという特性を持つ。また、付近にいる敵の僚艦、航空機、魚雷及びミサイルもダメージを受ける。
自艦に突撃しなくとも、至近距離で撃沈された場合には自艦もダメージを受ける。
耐久は主砲1撃分。ミサイル1撃分。
また、全ての艦は瀕死の状態になるとスピードが落ちる。

## 敵航空機
戦闘機
青色のプロペラ機。
機銃を撃ってくる。攻撃力は低く耐久性も低い。
攻撃時は直線的な動きなので、主砲やファランクスも有効。機銃攻撃を終えて離脱するときも主砲攻撃のチャンス。
耐久は主砲1撃分。ミサイル2撃分。
ジェット戦闘機(音速機)
銀色のジェット戦闘機。
高速で飛行し機銃を撃ってくる。戦闘機(プロペラ機)と同じく攻撃力は低く耐久性も低い。
しかし、高速で飛行するため自機の攻撃が当たりにくく、特にミサイルは垂直発射時を除いてほとんど当たらない（追尾しても追いつけずに振り切られてしまう）。
ファランクスが最も有効な攻撃手段となるが、機銃攻撃時または離脱時に主砲で撃墜することもできる。ミサイル回避中は動きが直線的になり、主砲での攻撃がしやすくなる。
耐久は主砲1撃分。
雷撃機
赤色のプロペラ機。
空中から魚雷を投下してくる。魚雷の性能は魚雷艦と同等。他は戦闘機とほぼ同性能だが、戦闘機よりもカーブを描く軌跡で飛ぶ。
魚雷を投下する際、水面すれすれを直線コースで飛行するため、その時が攻撃のチャンス。
耐久は主砲1撃分。ミサイル2撃分。
爆撃機
緑色の爆撃機。
高々度から爆弾を投下してくる。攻撃力に優れ耐久性も高い。また直接爆撃を受けなくとも、近くを通れば爆風によりダメージを受ける。
一撃のダメージは大きいが、直下に入らなければ安全。ただし他の艦船や航空機からの攻撃を回避しているときに、知らず知らず直下に入っていることがあるので注意を要する。
また、ファランクスに対しては極端に防御力が低下するという特性を持つ。
出現した時点から可能な限り主砲で攻撃し(機体の色が完全に見えるようになるまで、ミサイルでのロックオンはできない)、射程内に入った時点でファランクスの集中砲火を加え、可能ならばこの時点で速やかに破壊するのが望ましい。
もし撃墜し損ねた場合は、蛇行しつつ自艦と交差する航路の機体を優先し、一番近いものから順に攻撃するとよい。
耐久は主砲17撃分。
高機動ヘリ
茶色の高機動ヘリ。
機動能力に優れたヘリコプター。自機に対して一定距離を保ち機銃を撃ってくる。主砲やファランクスではかわされやすく、敵戦闘機の中では最も手強い敵の一つ。
至近距離ならば主砲でも撃墜できるが、ミサイルが確実。ただし、回避されることも有るので念頭に置くこと。
耐久は主砲1撃分。ミサイル2撃分。

## 制作背景
作者であるD.IKUSHIMAは、自身の3Dプログラムの技術力を高めるとともにゲームに必要な処理を洗い出すため、制作を始めたと述べている。作品として完成させた初めての3Dプログラムであったため、「思い通りにいかなくて苦労したこと」が多かったという。そして「処理をギリギリまで軽くしつつ、見た目にボロが出ないように」工夫したとも述べている。
2005年8月の初めに「特徴の違う武器を使い分けてFPSのようにガンガン戦うイメージ」が突如湧いてきたという。また戦争ゲームの主人公はロボットや戦車、あるいは歩兵が一般的であることから、あえて船に視点を合わせたゲームを制作したと述べている。
本作では、切り替え操作によって3種類の兵器による攻撃が可能となっているが、これを4種類に増やすとプレイヤーの混乱を招き「敵の攻撃に素早く対処するゲーム性」にも合わないことから、「性格の違う兵器をギリギリの3種類に絞るのにかなり苦労した」とも述べている。
ふきだしによる台詞は、アニメや漫画の「熱い思いを感じた」戦闘シーンに影響されたもので、「あわただしくて混乱しまくりながら激戦を突破しているような高揚感」を目指したとしている。このふきだしは、注視するエリアを狭くしてプレイヤーが「追い詰められてパニックに陥る」ことを狙ったものであり、本作の「ゲーム性」のひとつとされる。

## 評価
ベクターの「新着ソフトレビュー」では、「ユニークな船舶戦闘3Dシューティングゲーム」と評価されている。「船だけに、移動速度はあまり速くなく、スピード感には若干欠ける」ほか、「似たようなミッションが多く、単調な面も否めない」が、「画面を埋め尽くすように押し寄せてくる敵の猛攻が凄まじく、非常にエキサイティングなゲームに仕上がっている」と評されている。
窓の杜のコーナー「週末ゲーム」では、「戦艦を動かしながら同時に射撃を行える操作性が気持ちよい」と評されており、ミッションについては「構成もバラエティに富んでおり、プレイヤーを飽きさせないのも見事」と評価されている。また「グラフィックは緻密ではないが、そのぶん敵機の動きのなめらかさと、同時に出現する敵の数に比重が置かれて」いると評されている。戦艦に名前を付けられる機能についても評価されている。
『タダで楽しむ!ウインドウズ最強ゲーム100』（インフォレスト）では、「戦艦同士の戦闘なのでスピード感に欠けると思いきや、魚雷に追われ航空機に囲まれるなど、スリリングなゲーム展開になる」と評されており、「フキダシによる状況説明で戦争映画さながらの緊迫感を演出している」ことや、3Dによる描画でありながら処理がスムーズな点についても評価されている。
『次世代フリーゲームの殿堂』（英和出版社）では、「手軽な操作で本格的な海戦を味わえる完成度の高いゲーム」と評価されており、「複雑な操作が必要そうだが、操舵は中盤まであまり気にせず遊べる」とされている。
『ベストフリーゲーム300+α in DVD』（晋遊舎）では、「選択できる指令は豊富に用意されており、難易度変更や隠しモードを含めると、かなりのボリュームがある」と評されている。
ふりーむ!の累計ダウンロードランキング（2012年8月23日時点）では16位になっていた。また2013年には、『艦隊これくしょん -艦これ-』がヒットした影響で本作のダウンロード数が増加したという。